# Giuseppe Grioli

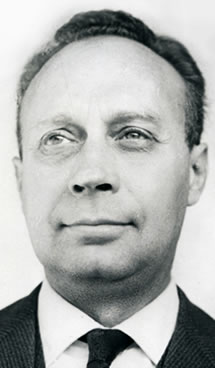
Giuseppe Grioli

Giuseppe Grioli (* 10. April 1912 in Messina; † 4. März 2015 ebenda) war ein italienischer Mathematiker und Physiker, einer der Hauptvertreter der mathematischen Physik in Italien und Fortsetzer der Arbeit von Antonio Signorini auf dem Gebiet der Elastizitätstheorie.

## Biographie
Grioli promovierte am 27. Oktober 1936 mit einer Arbeit über „die Wärmeleitfähigkeit von Gasen bei niedrigen Drücken“ mit Auszeichnung unter der wissenschaftlichen Leitung von Antonio Rostagni an der Universität von Messina in Physik, und im folgenden Jahr in Mathematik. Im Jahr 1938 wurde er Forscher am Nationalen Institut für die Anwendung der Berechnung des CNR, von dem er später stellvertretender Direktor wurde. Im Jahr 1949 wurde er von der Universität von Padua zum Professor für Mechanik berufen, wo er seine akademische Laufbahn verbrachte.
Grioli hatte in Padua den Lehrstuhl für rationale Mechanik der naturwissenschaftlichen Fakultät inne, an der er von 1968 bis 1975 Präsident war. Im Jahr 1969 wurde er zum außerordentlichen Mitglied der Accademia Nazionale dei Lincei ernannt und 1979 wurde er Dekan der Abteilung „Mechanik und Anwendungen der Mathematik“. Später wurde Grioli in Padua emeritiert.
Grioli war unter anderem Mitglied des Istituto Veneto di Scienze, Lettere ed Arti und der italienischen Akademie der Wissenschaften, Briefe und Künste.
Seine Forschungsschwerpunkte waren die Dynamik starrer Systeme, die Mechanik des Kontinuums unter besonderer Berücksichtigung reversibler Transformationen, Materialien mit innerer Struktur und die Theorie der Schwingungen. In seiner 1962 erschienenen Abhandlung „Mathematische Theorie des elastischen Gleichgewichts“, siehe Hauptwerke, vertiefte Grioli die Studien des Mathematikers Antonio Signorini über die Theorie der nichtlinearen Elastizität und legte damit die Grundlagen für die Theorie der Mikrostrukturen. Eine der vielen Anwendungen dieser Theorie ist die Prognose von Einsturzmechanismen, die dabei hilft innovative Materialien im Hoch- und Tiefbau zu entwickeln.
Für seine Ergebnisse erhielt er 1973 den Preis der Accademia dei Lincei in der Sektion für Mathematik, Mechanik und Anwendungen. 1969 wurde er korrespondierendes und 1979 volles Mitglied der Accademia dei Lincei.
Grioli starb 2015 im Alter von 102 Jahren.

## Hauptwerke
- Giuseppe Grioli: Mathematical Theory of Elastic Equilibrium. Recent Results. Springer, Berlin, Heidelberg 1962, ISBN 978-3-540-02804-8, doi:10.1007/978-3-642-87432-1 (englisch, springer.com).
- Giuseppe Grioli: Stereodynamics. Springer, Berlin, Heidelberg 1971, ISBN 978-3-642-10990-4, doi:10.1007/978-3-642-10991-1 (englisch, springer.com).
- Giuseppe Grioli: Lezioni di meccanica razionale. Cortina, Padua 2002, ISBN 978-88-7784-029-5 (italienisch, eingeschränkte Vorschau in der Google-Buchsuche [abgerufen am 27. Juni 2018]).